# Enfermedad del torneo

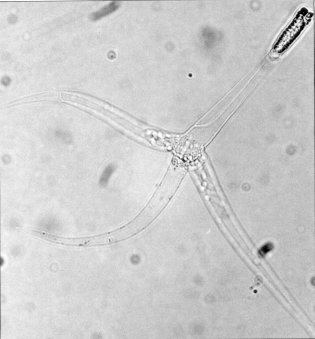
Myxobolus cerebralis en estado actinospora.

 La enfermedad del torneo o enfermedad de Whirling es producida por un cnidario parásito Myxobolus cerebralis y tiene un impacto dramático sobre los salmónidos silvestres y cultivados, figurando entre las enfermedades de denuncia obligatoria en los establecimientos de cría.
Fue descubierta en 1893 por Hofer en Alemania. Esta enfermedad comenzó a llamar la atención a principios de 1995 debido a los impresionantes registros de Montana (USA) en donde se habló de una declinación de un 90% en el número de truchas arcoíris del río Madison. Desde entonces los investigadores han confirmado la presencia de esta enfermedad en muchos otros ríos de Montana y en 13 de los 15 sistemas de ríos en Colorado. Hasta marzo del corriente año ha sido registrada afectando juveniles de peces silvestres y cultivados en criaderos en 21 estados y en 14 de ellos su presencia es muy común.
Todas las especies de truchas, salmones y aún tímalos son susceptibles a la enfermedad. Se ha registrado en truchas arcoíris de la variedad steelhead, la forma migratoria marina, y la enfermedad fue transmitida a las pisciculturas de salmón de la región. Hay diferencias en la susceptibilidad según la especie, en las truchas arcoíris y cutthroat es muy alta y el efecto generalmente es letal sin embargo en otras especies salmónidas constituye un problema menor. Las truchas marrones son altamente resistentes pero pueden actuar como portadores de las esporas. Las truchas de arroyo tienen una susceptibilidad intermedia. El salmón coho y la trucha de lago parecen no ser afectados. Aunque Myxobolus cerebralis ha sido reportado en muchas especies no salmónidas hay razones para cuestionar la veracidad de esos registros.
Algo para resaltar es que Myxobolus cerebralis no acarrea trastornos ni al hombre ni a los animales domésticos que ingieren peces infectados. En este caso sí constituirían un medio más de dispersión de las esporas.

## Signos clínicos y diagnosis
La enfermedad del torneo o Whirling disease debe su nombre a que los peces muy afectados nadan en círculos hasta morir. Los signos clínicos son oscurecimiento del pedúnculo caudal y deformidades esqueletarias como hocico romo, cabeza deforme y opérculos acortados, en adición a la curvatura de la columna. Esto es provocado por el daño del cartílago en el oído interno, sobre la región del pedúnculo y a la presión sobre los nervios que controlan los pigmentos caudales. Si bien la enfermedad no siempre es fatal, los peces muy debilitados por las dificultades en capturar el alimento, son presa fácil de predadores ictiófagos o son afectados por patógenos oportunistas.
Los casos de la enfermedad del torneo o Whirling disease varían entre infecciones subclínicas hasta enfermedades agudas con mortalidades de larvas y juveniles. Algunos peces agudamente afectados pueden no mostrar los síntomas pero ser portadores y frecuentemente sufrir altas mortalidades. Los peces con infecciones ligeras no muestran ninguno de estos síntomas, pero llevarán las esporas durante toda su vida. La diagnosis definitiva se basa en la presencia de las esporas en secciones histológicas del tejido cartilaginoso de la cabeza, arcos branquiales o columna vertebral.

## Ciclo de vida
El ciclo de vida de Myxobolus cerebralis es complejo e involucra dos hospedadores (una lombriz acuática y un pez) y produce dos tipos de esporas muy diferentes. Un tipo lo constituyen las esporas que desarrollan en los peces infectados denominadas mixosporas. Estas son liberadas al medio luego de la muerte y descomposición del pez que las contenía o con las heces de los predadores que ingieren peces infectados (aves, otros peces, mamíferos). Según investigadores rusos las mixosporas pueden permanecer viables por más de 30 años en el barro seco. Son resistentes al congelamiento(a -20 °C permanecen viables), a una variedad de tratamientos químicos y a los jugos gástricos de los animales ictiófagos. Las esporas son menos resistentes al calor.
El ciclo de vida del parásito continúa cuando estas mixosporas son ingeridas por una lombriz acuática Tubifex tubifex, tolerante a aguas polucionadas. El parásito afecta el intestino del gusano y en aproximadamente 3 meses comienza a producir un tipo diferente de espora, el triactinomyxon, que es el estadio infectivo para las truchas. Esta forma infectiva sólo sobrevive pocos días y puede ser liberada de tubifícidos infectados hasta un año después de la infección. La trasmisión de la enfermedad a los peces ocurre cuando los gusanos infectados con triactinomyxon son ingeridos por las truchas o cuando los tubifícidos liberan al agente causal en aguas con peces susceptibles. La formación de las esporas aumenta con la temperatura y ocurre previamente a la aparición de los síntomas de la enfermedad, entre los 4-5 meses posteriores a la infección.

## Diseminación y formas de control
La transmisión de la enfermedad parece estar centrada en la resistencia que presenta la myxospora, por ello es fundamental que se corte la vía de transmisión en este sentido. Por ejemplo, teniendo máximo cuidado con los equipos que se usan para realizar pesca waders, vehículos y botes en lugares con la enfermedad. Otros sugieren la importancia que puede tener en la dispersión de las myxosporas el agua utilizada en incendios forestales, las máquinas que remueven tierra en ambientes acuáticos. En la myxoboliasis, las medidas de control son de carácter general y ambiental teniendo en cuenta lo poco que se sabe de esta enfermedad. Prácticamente no existen drogas ni tratamientos químicos para prevenir o curar la enfermedad. La enfermedad tiene efectos devastadores sobre la pesca deportiva.